# 旭台 (石岡市)
旭台（あさひだい）は、茨城県石岡市にある地名。1丁目から3丁目まである。郵便番号は315-0038。
当地域の人口は2,272人（2021年11月現在、常住人口調査による。石岡市調べ）。

## 施設
- 石岡市立東小学校
- 旭台会館
- 八軒向第一公園（わんぱく広場）
- 八軒向第二公園
- 八軒向第三公園
- 彦市山第一公園（児童公園）
- 彦市山第二公園（元彦公園）
- 彦市山第三公園